# Edith Maryon
Louisa Edith Church Maryon, conosciuta semplicemente come Edith Maryon (Londra, 9 febbraio 1872 – Dornach, 2 maggio 1924) è stata una scultrice ed esoterista inglese.
Insieme a Ita Wegman ha fatto parte della cerchia più intima dei fondatori della Società Antroposofica gravitanti attorno a Rudolf Steiner e fece parte della loggia Mystica Aeterna.

## Vita e opere
Seconda di sei figli, Edith nacque a Londra da John Maryon, di professione sarto, e Louisa Church. A Londra frequentò una scuola femminile, proseguendo gli studi in Svizzera in un collegio linguistico di Ginevra. Nel corso degli anni 1890 si formò come scultrice a Londra presso la Scuola Centrale di Design, e dal 1896 al Royal College of Art, mettendo in mostra il suo talento alla Royal Academy.
Le opere di quel periodo, che raffigurano ritratti estremamente plastici realizzati con uno stile tradizionalista di ispirazione classica, rivelavano la sua propensione per i temi del cristianesimo, tra cui un modello dell'Arcangelo Michele, rilievi come Il Cercatore della Saggezza Divina e la Croce del Golgota.

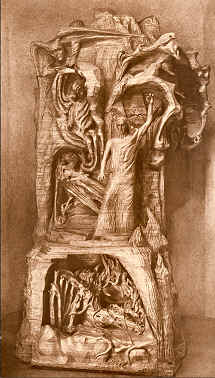
La scultura simbolo dell'antroposofia, Il Rappresentante dell'Umanità, ad opera di Rudolf Steiner e Edith Maryon

Nel 1909 entrò a far parte di un ramo dell'Ordine Ermetico della Golden Dawn, un'organizzazione esoterica chiamata «Stella Matutina», guidata da Robert Felkin.
Attraverso la sua mediazione entrò in contatto col fondatore dell'antroposofia, Rudolf Steiner, con cui ebbe degli incontri personali tra il 1912 e il 1913 a Berlino e a L'Aia.
Dopo l'estate del 1914 Maryon si trasferì quindi a Dornach, sede del movimento antroposofico, dove lavorò con Steiner alla costruzione del tempio noto come Goetheanum. Con lui partecipò anche alla progettazione e successivo intaglio della scultura in legno conosciuta come Il Rappresentante dell'Umanità. L'opera, di nove metri di altezza, da collocare secondo le intenzioni degli autori nel primo Goetheanum poi andato distrutto, è ora in mostra permanente nel secondo Goetheanum: presenta un Cristo al centro, quale rappresentante appunto dell'umanità, che si tiene in equilibrio tra le figure di Lucifero e Ahrimane, le quali incarnano le opposte tendenze della natura già descritte da Goethe, verso l'espansione da un lato e la contrazione dall'altro. La scultura intendeva superare la visione del Cristo quale giudice implacabile espressa nel Giudizio Universale di Michelangelo, descrivendolo piuttosto come la Guida in cui gli uomini si riconoscono e attraverso il quale giudicano se stessi.
Tra il 1920 e il 1922 Maryon progettò la costruzione delle cosiddette «case inglesi» sulla collina di Dornach nei pressi del Goetheanum, destinate a far fronte alla carenza di alloggi degli impiegati, alcune delle quali oggi chiamate «case euritmiche». All'euritmia, cioè all'arte del movimento ideata dai coniugi Steiner, sono ispirate inoltre alcune sue sculture colorate in legno.
In occasione del tradizionale Convegno di Natale tenutosi alla fine del 1923 tra i membri fondatori della Società Antroposofica, Steiner nominò Maryon direttrice della Sezione di Arti Figurative del Goetheanum (German Sektion für Bildende Künste). Malata da tempo, tuttavia, Maryon non poté esercitare il nuovo ufficio, morendo di tubercolosi il maggio seguente.
Ai funerali il Dottore tenne un discorso commemorativo su di lei. Di seguito uno stralcio:
(Rudolf Steiner, Parole commemorative per Charlotte Ferreri ed Edith Maryon, Dornach, 3 maggio 1924, O.O. 261, trad. it. di Luisa Fliess)
Nel 1990 è stata istituita la Fondazione «Edith Maryon» per ricordare il suo impegno nell'edilizia sociale.

## Galleria delle opere

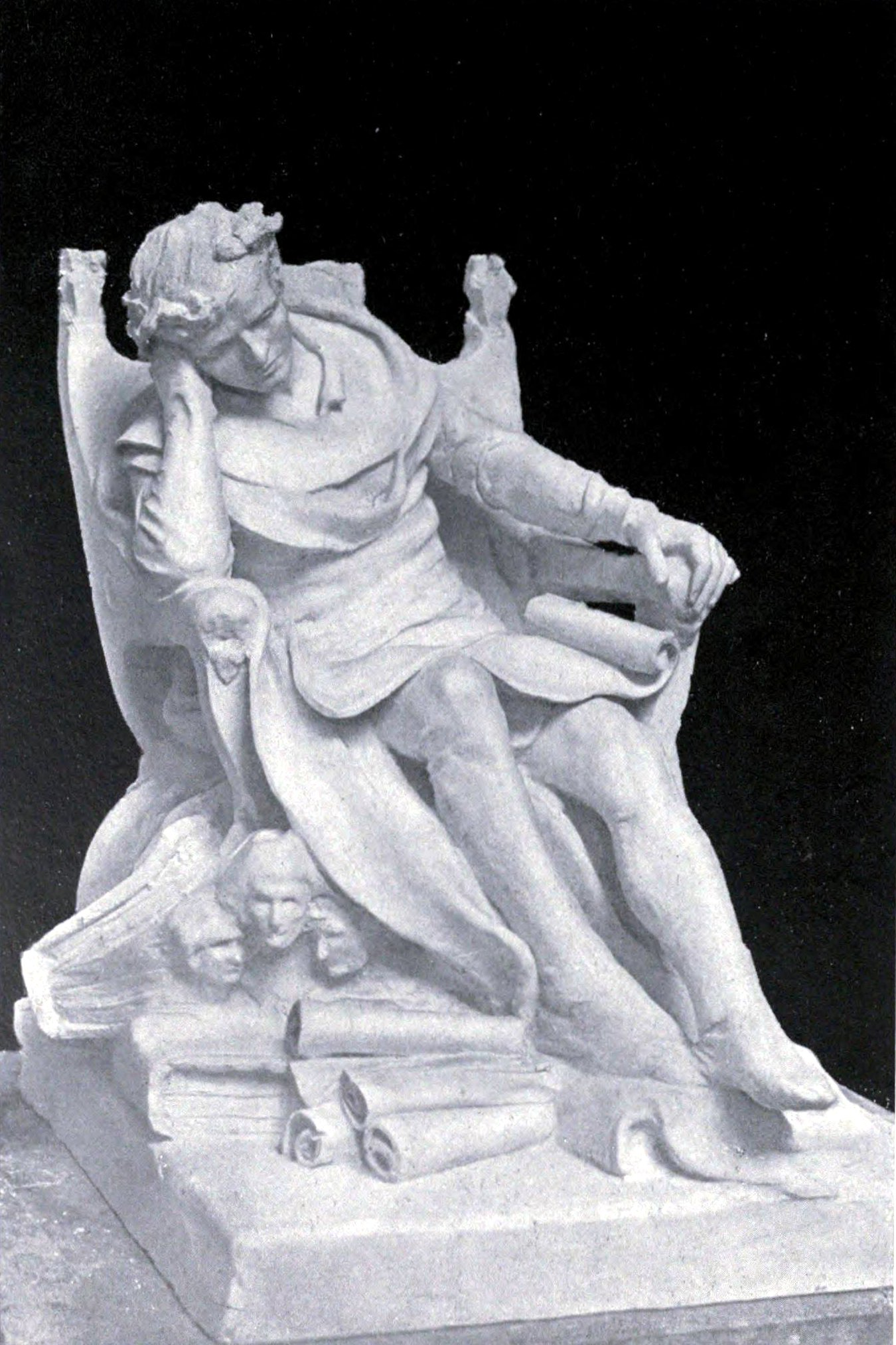
Un poeta dell'Umbria
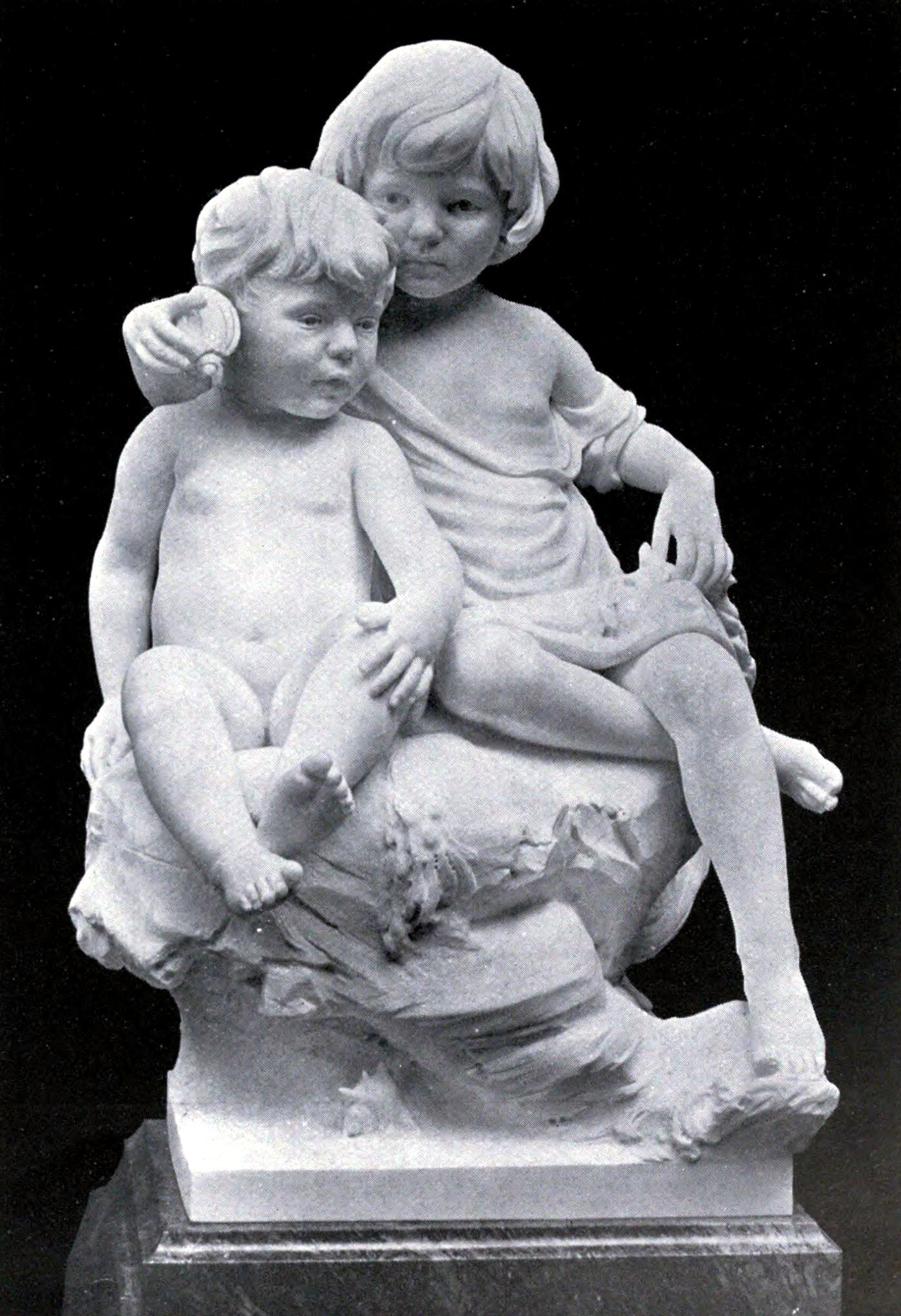
Evelyn e Gloria
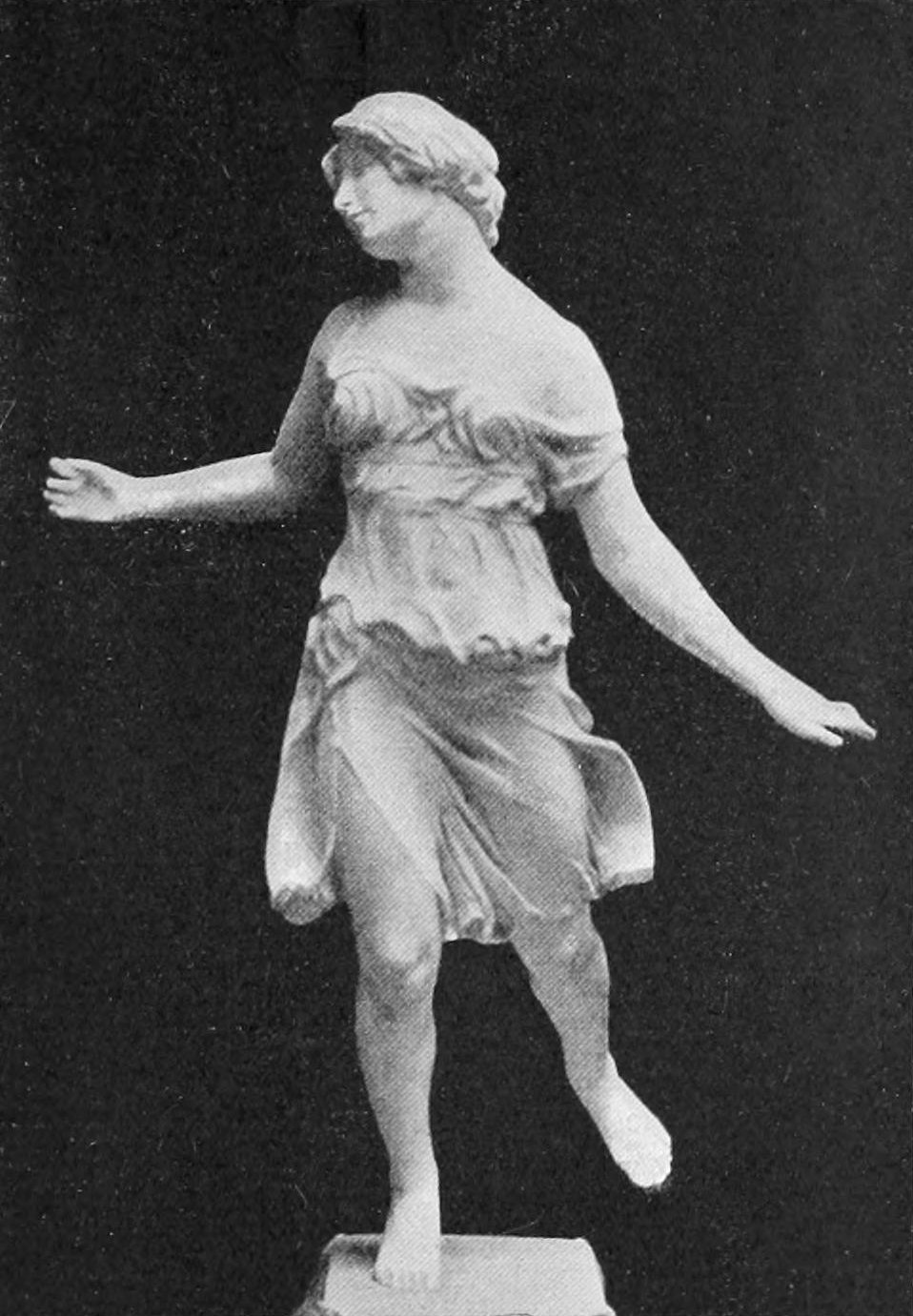
La danza di Anitra
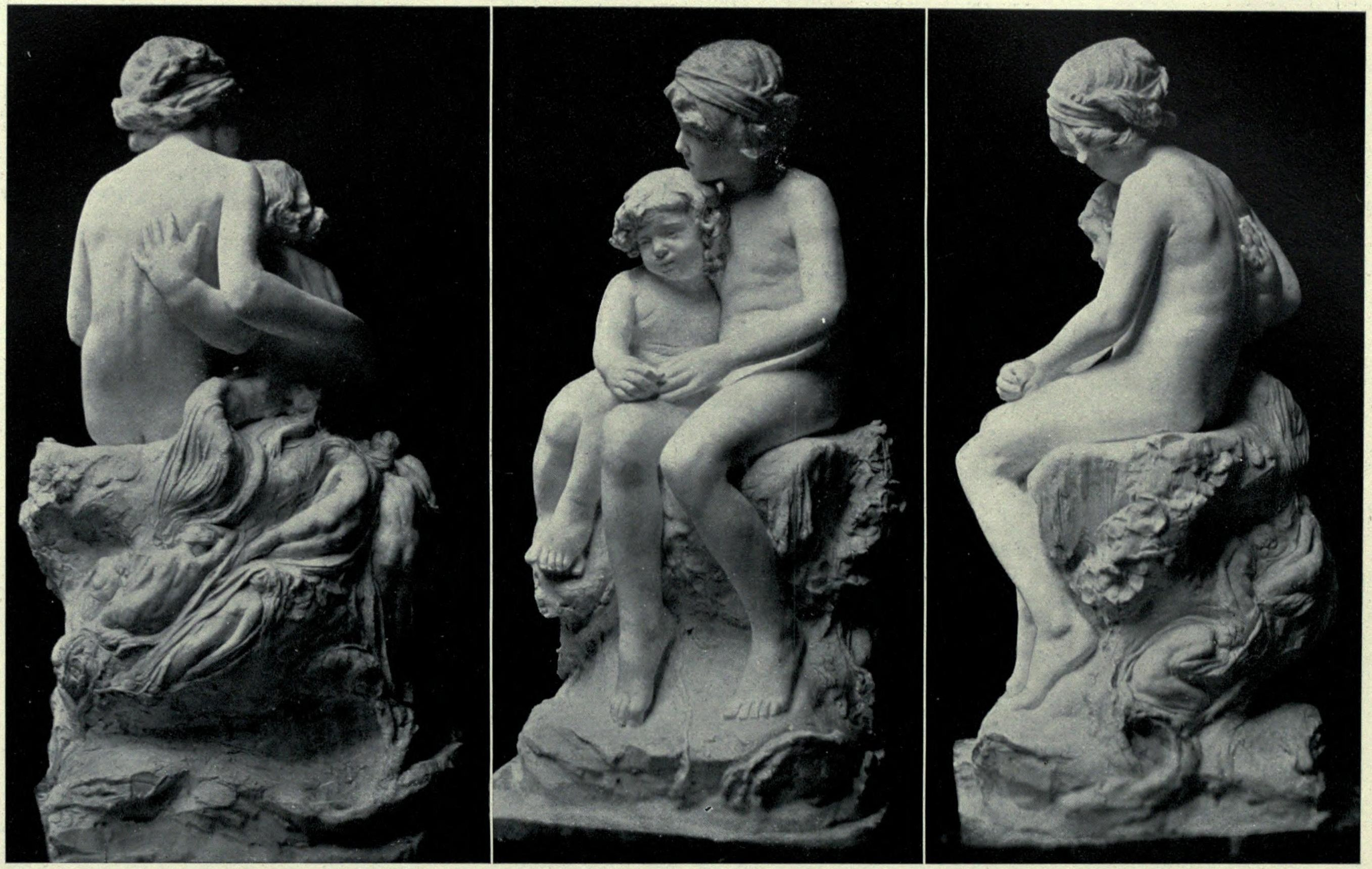
Il giardino incantato
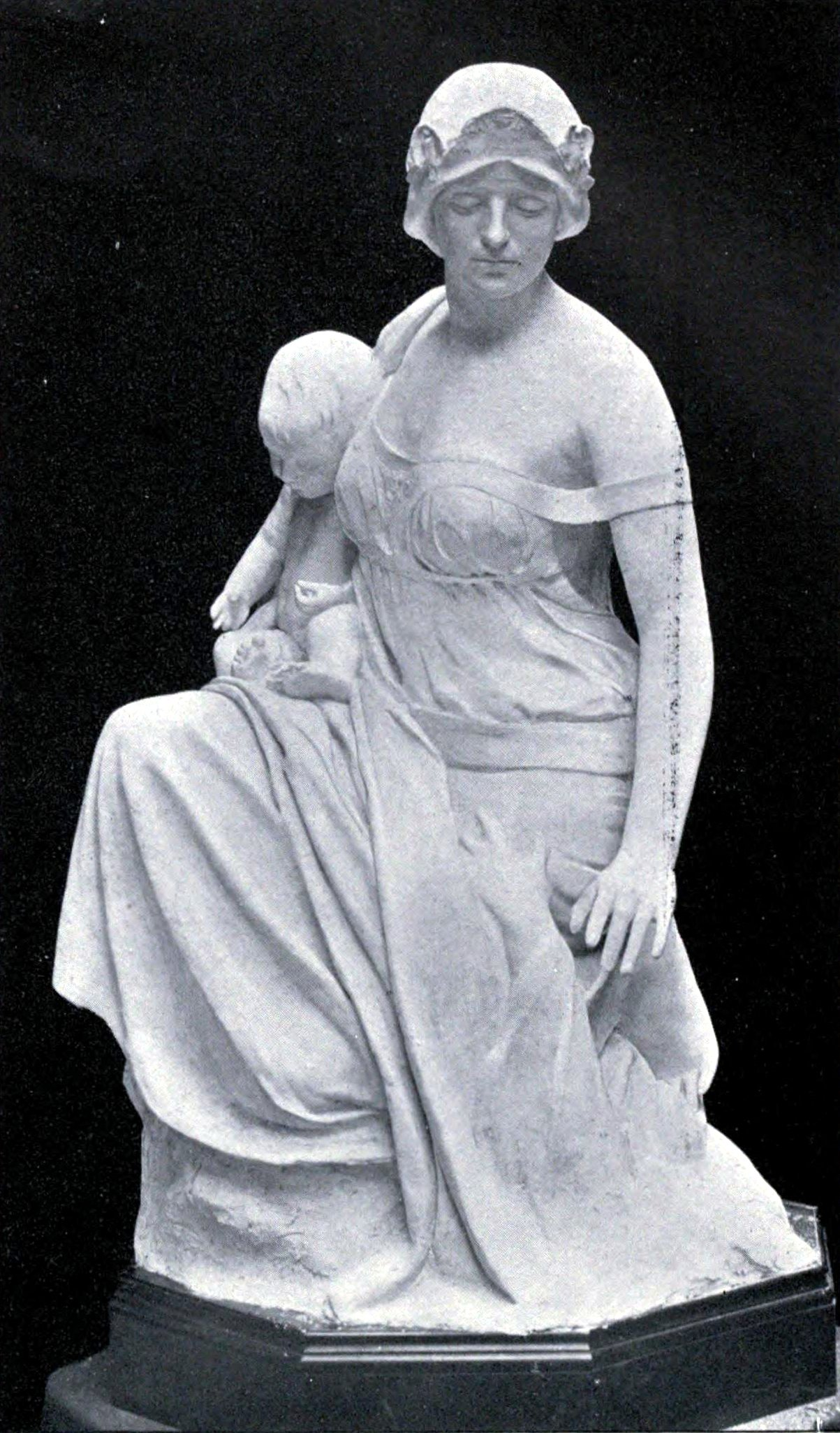
Il messaggero della morte
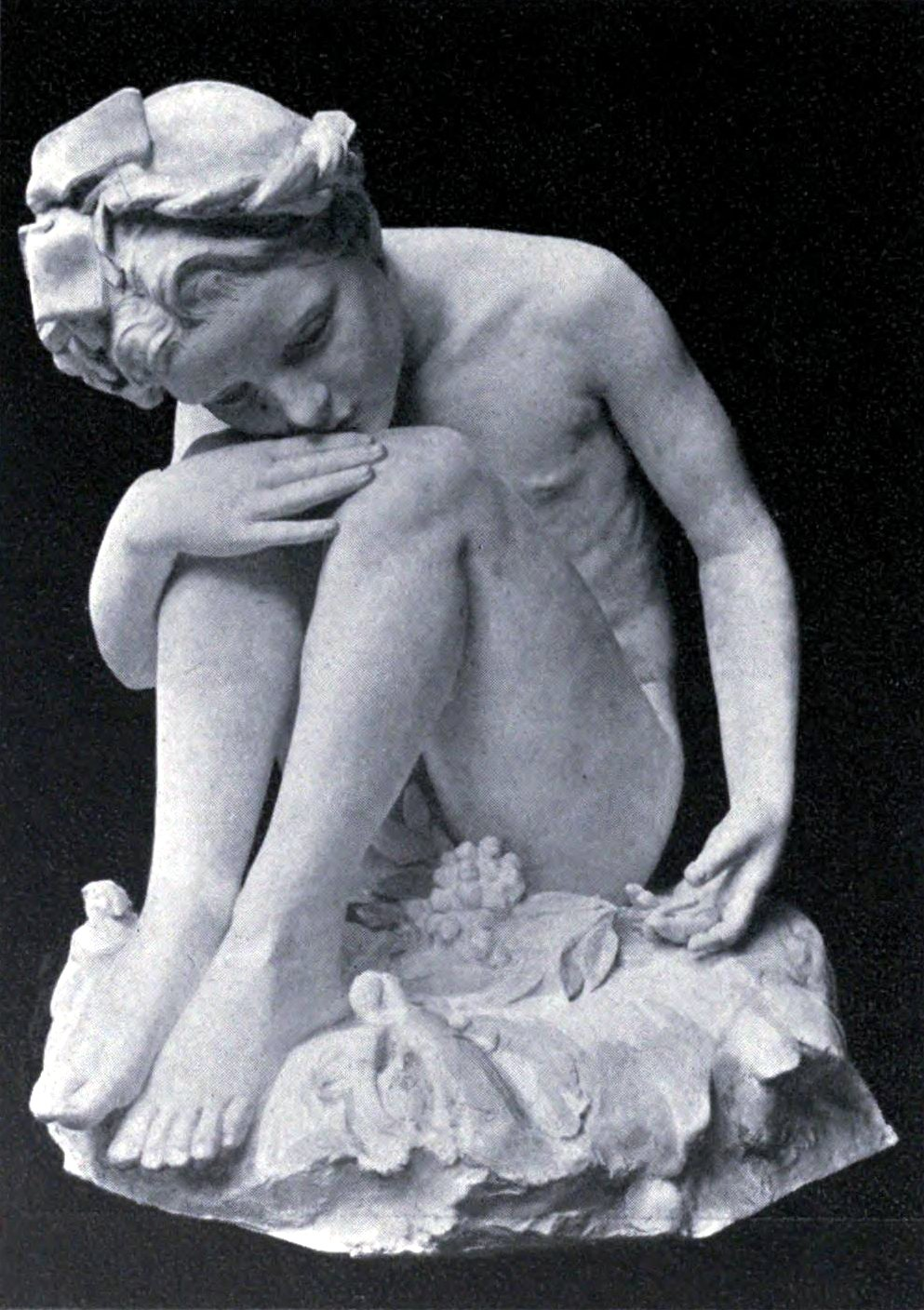
Il cerchio dei pixie
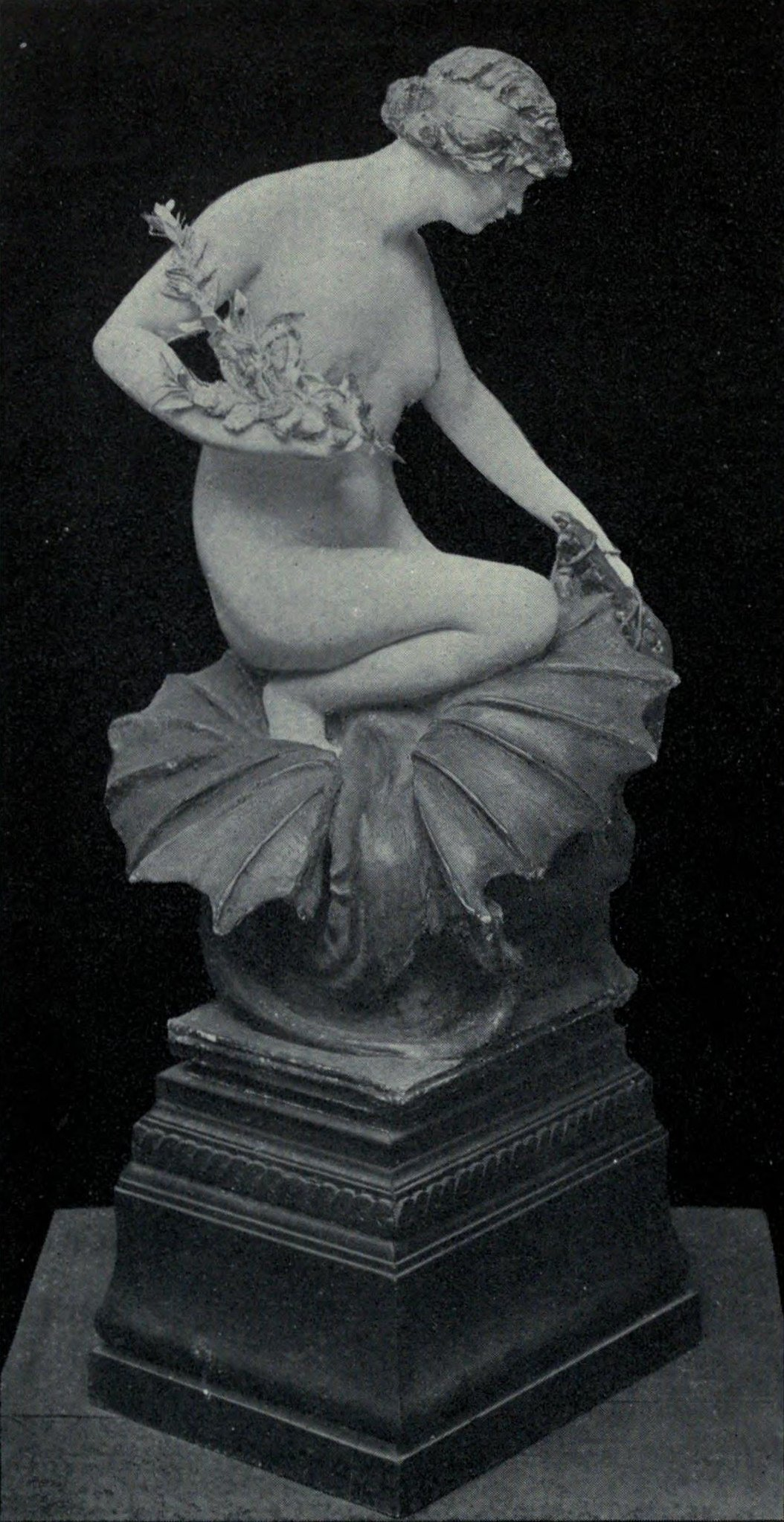
Il trionfo della pace
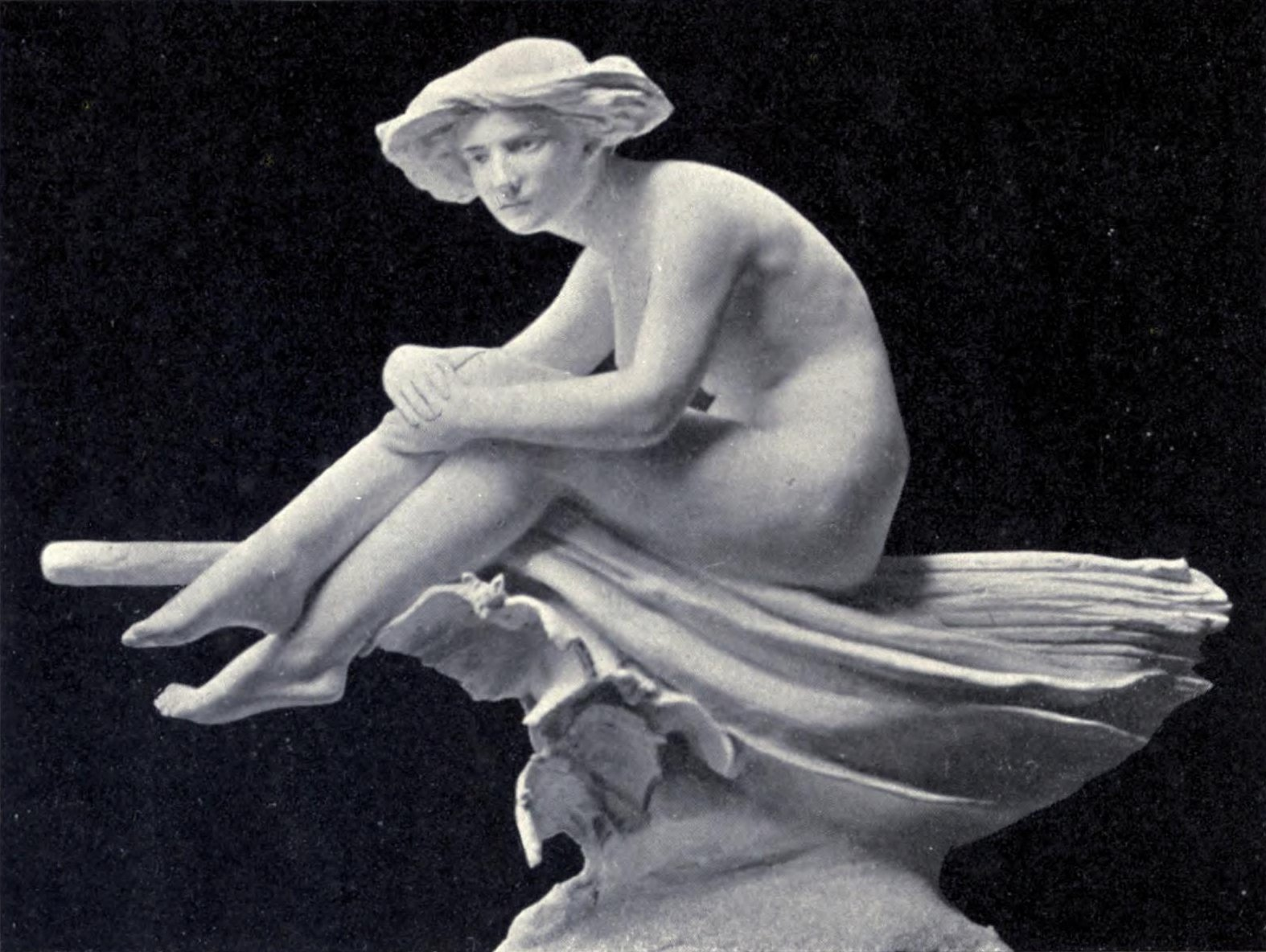
Ai festini delle streghe